# 1K17
Die Selbstfahrlafette 1K17 (russisch 1К17 Сжатие) ist eine in der Sowjetunion während des Kalten Krieges entwickelte selbstfahrende Laserwaffe beziehungsweise eine mit Energiewaffen bestückte Panzerhaubitze auf Basis der 2S19 Msta-S.

## Geschichte
Ein erster funktionierender Prototyp einer sowjetischen Laserenergiewaffe wurde bereits 1960 entwickelt. 1963 begann eine Gruppe Ingenieure mit der Entwicklung eines experimentellen Laser-Locators. Anfang der 1970er Jahre wurde ein eigenständiges Unternehmen mit einer eigenen Produktionsstätte und einem Prüfstand gegründet sowie ein unternehmensübergreifendes Forschungszentrum geschaffen. Im Dezember 1990 wurde ein erster Prototyp der 1K17 hergestellt und 1991 der Sowjetarmee für Tests zur Verfügung gestellt. Nach dem Ende der erfolgreichen Tests 1992 wurde die Einführung in der Truppe empfohlen. Trotz der ermutigenden Testergebnisse, auch aufgrund der Auflösung der Sowjetunion, der Überarbeitung der staatlichen Finanzierung von Verteidigungsprogrammen und der hohen Kosten, hatte das russische Verteidigungsministerium Zweifel an der Notwendigkeit von 1K17, weshalb sie nicht in die Serienproduktion ging. Das mehrere Tonnen schwere auf Msta-S-Panzerketten laufende Gerät hatte zudem eine halbe Stunde Ladezeit, um die Kondensatoren für einen einzigen Schuss aufzuladen, was seinen Wert als militärische Waffe fraglich machte.
Insgesamt wurden etwa zehn Systeme produziert. Das einzige noch erhaltene Exemplar befindet sich im Staatlichen Militärtechnischen Museum Iwanowskoje im Stadtkreis Tschernogolowka etwa 40 km nordöstlich von Moskau.
Im Februar 2017 wurde die Einführung eines mobilen Lasersystems in die Streitkräfte Russlands angekündigt, das technisch auf dem 1K17 basiert.

## Technik

### Hauptwaffensystem

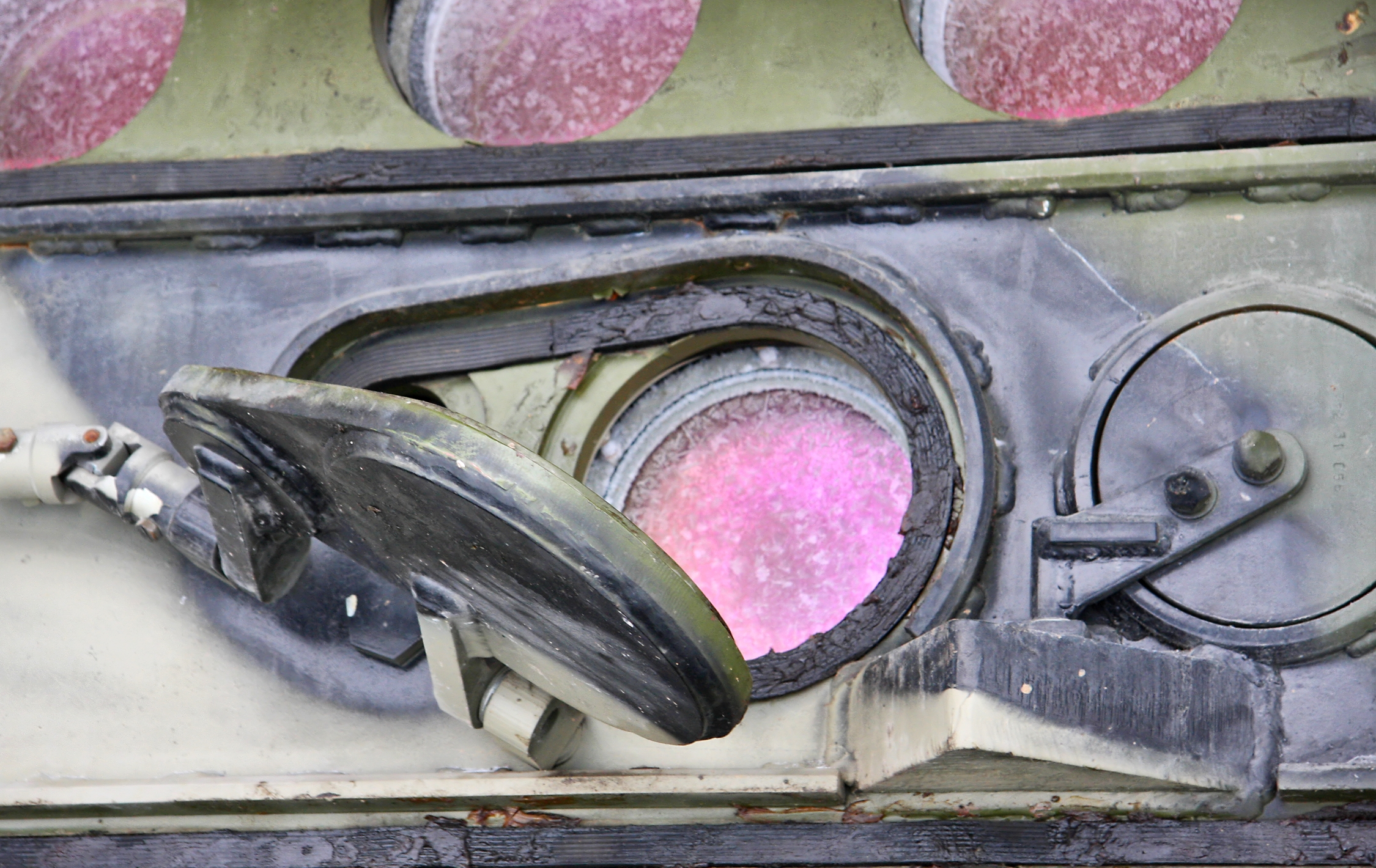
Klappschild vor einem Emitter

Das 1K17-System verfügt über mehrere Laserstrahlemitter, die gegnerische optische sowie elektronische Komponenten zerstören soll. Es verfügt über eine automatische Zielsuche und -ausrichtung, bei dem die Ziele mit einem mehrkanaligen Rubinlaser angestrahlt und geortet werden. Dafür wurde ein künstlicher zylindrischer Rubinkristall mit einem Gewicht von jeweils 30 Kilogramm erzeugt. Die Enden des Kristalls wurden poliert und mit Silber beschichtet und dienten als Spiegel für den Laser. Um diesen Kristall zu beleuchten, wurden gepulste Xenon-Blitzröhren in Form einer Spirale um einen Rubinstab gewickelt.
Jeder der 12 Laseremitter ist mit einer eigenen Steuerung ausgestattet. Für das automatische Leitsystem werden zwei zusätzliche Objektive verwendet. 1K17 besitzt darüber hinaus jeweils eine Tag- und eine Nachtsichtoptik mit zwei Laser-Entfernungsmessern. Außerhalb des Einsatzes der Energiewaffe waren sämtliche Optiken der Leitsysteme und Laseremitter mit gepanzerten Schilden abgedeckt.

### Wanne und Turm
Das Chassis des 1K17 kommt vom 2S19 Msta-S und wurde von den Uraltransmasch-Werken in Jekaterinburg hergestellt. Die Wanne besteht aus Elementen des T-72 und des T-80.
Der Turm wurde im Vergleich zum 2S19 vergrößert, um die optoelektronische Ausrüstung aufnehmen zu können. An der Rückseite des Turms wurde ein Hilfsaggregat installiert, um die Generatoren mit Strom zu versorgen. An der Vorderseite des Turms ist das aus 15 Linsen bestehende Lasersystem angebracht. Im mittleren Teil des Turms ist der Platz für die Richtschützen und Techniker. Im oberen Teil des Turms, an dem ein 12,7-mm-NSWT-Maschinengewehr installiert ist, hat der Kommandant seinen Platz. Es ist eine ABC-Schutzanlage vorhanden und an beiden Seiten des Turms befinden sich Nebelwurfbecher.